# Agalinis chaparensis
Agalinis chaparensis är en snyltrotsväxtart som beskrevs av K. Barringer. Agalinis chaparensis ingår i släktet Agalinis och familjen snyltrotsväxter. Inga underarter finns listade i Catalogue of Life.